# Famille de Boisset
La famille de Boisset est une famille médiévale française de vassaux de la vicomté de Carlat, en Auvergne. Sa branche de Boisset de Torsiac est subsistante aujourd'hui sur preuves de 1517.

## Histoire

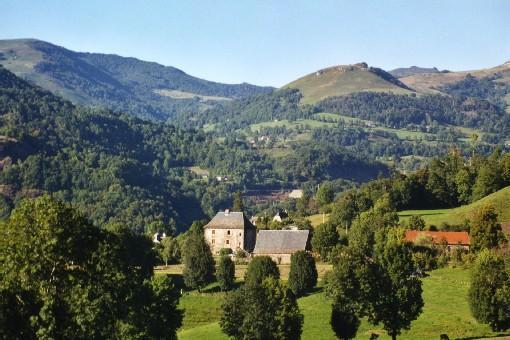
Château de la Salle à Vic.

Cette famille est connue depuis 1268 et figure dans l'Armorial de Guillaume Revel de 1450,,.
En 1268, la succession de Bernard de Boisset, chevalier, était en litige entre Bernard de Villa et le monastère de Maurs.
Gustave Chaix d'Est-Ange fait débuter la filiation avec Astorg de Boisset, vassal de Carlat, qui possédait le fief de Boisset en 1284,,,. Son descendant, N de Boisset, seigneur de Boisset, fils d'Hugues de Boisset, chevalier, et neveu de Guirbert de Boisset, abbé de Figeac, est condamné à mort en 1397 par la justice de Bonne de Berry, vicomtesse de Carlat, banni de sa noblesse, ses terres de Boisset confisquées. Ainsi finit la branche aînée.
Isabelle de Rodez, vicomtesse de Carlat, donna, pour le repos de son âme et de celle de son père Henri II comte de Rodez en 1323 le château et la seigneurie de Boisset avec le domaine d'Auriga et des rentes sur les châtellenies de Toursac et de Mur-de-Barrès, pour fonder un couvent de dix Clarisses.
En 1470, à la suite du traité conclu entre le roi Louis XI et Jean d’Armagnac, Jean et Guillaume de Boisset, seigneurs de Marcolès, prêtent serment au roi,.
La branche de Boisset de la Salle est issue du mariage de son fils, François de Boisset, seigneur de Marcolès, avec Antoinette Chapel, dame de la Salle à Vic-sur-Cère. François Boisset de La Salle, coseigneur de Vic et de Toursiat a fait ses preuves de noblesse depuis Guillaume de Boisset, son sixième aïeul, vivant en 1517 et a été maintenu dans sa noblesse le 4 octobre 1666 par M. de Fortia, intendant d’Auvergne,. 
La branche de Boisset de Torsiac est issue du mariage le 16 août 1636 de François de Boisset de la Salle, seigneur de la Salle à Vic, de Salvanhac, de Cols, fils cadet de Jean de Boisset de la Salle et de Marguerite de Turenne d'Aynac, avec Marie de Torsiac, héritière de Torsiac dans le diocèse de Clermont,. Un long procès fit suite à la substitution au nom de Torsiac. Il se termine en 1671 par un arrêt du parlement de Paris.
La famille de Boisset est à nouveau maintenue le 18 décembre 1700 par jugement de M. Legendre, intendant de Montauban.
Lors de la Révolution française, Joseph de Boisset de Torsiac signe l’acte de la coalition de l’Auvergne et émigre. Il sert dans l’armée de Condé et est blessé au combat d'Ober-Kamlach, le 13 avril 1796,.
Cette famille a été admise à l’Association d'entraide de la noblesse française (ANF).

## Personnalités
- Hugues de Boisset, directeur de la Monnaie de Figeac en 1349[6]
- Guibert de Boisset, nommé par le pape Grégoire XI [6],[2],[11],[4],[12] abbé de Saint Sauveur de Figeac de 1377-1395.
- Jean et Armand de Boisset, chanoines-comtes de Brioude de 1448 à 1452[1].

- Henry de Boisset de Torsiac, sous-préfet d'Yssingeaux[8].

## Armes, devise, titre
- Armes : D’or, au chêne arraché de sinople, au chef d’azur chargé de deux fleurs de lis d’or[2],[4],[7]
- Supports : deux lions[1]
- Devise : Altitudo Fortitudo[1],[13]
- Titre : comte (titre de courtoisie)

## Pour approfondir